# Diocèse de Hamar
 (mars 2023).
Si vous disposez d'ouvrages ou d'articles de référence ou si vous connaissez des sites web de qualité traitant du thème abordé ici, merci de compléter l'article en donnant les références utiles à sa vérifiabilité et en les liant à la section « Notes et références ».
Le diocèse de Hamar est l'un des onze diocèses que compte actuellement l'Église de Norvège, qui est de confession luthérienne.
Son territoire s'étend sur l'ensemble des comtés de Hedmark et d'Oppland, et son siège se trouve à la Cathédrale de Hamar.  Solveig Fiske (no) a été l'évêque diocésaine de Hamar de 2006 à 2022.